# Korpus (vojaštvo)
Korpus (angleško Corps; nemško Korps) je nestalna vojaška formacija.
Korpus sestavljajo 2-5 divizij in mu poveljuje general nad činom generalporočnika; ima med 20.000 do 50.000 vojakov.
Korpus se je pojavil leta 1805 zaradi povečanega števila vojakov med organizacijo Napoleonove vojske; takrat je imel korpus v sestavi 2-3 pehotne divizije in eno konjeniško divizijo.
Če je korpus v sestavi armade, se mu doda pridevek armadni -> armadni korpus.
Slovenska vojska nima nobenega korpusa.